# Nantou, Shenzhen
Nantou (kinesiska: 南头) är ett stadsdelsdistrikt i staden Shenzhen i provinsen Guangdong i sydöstra Kina. Det ligger i stadsdistriktet Nanshan. Antalet invånare vid folkräkningen 2020 var 238 956.